# Чигдем
„Чигдем“ (на турски: Çiğdem) е квартал в район „Бейкоз“ в Истанбул, Турция. Намира се в анадолската част на града и граничи с кварталите „Пашабахче“ на север и запад, „Инджиркьой“ на североизток, „Согуксу“ на изток и „Чубуклу“ на юг.